# Hélio de Burgos Cabal
Hélio de Burgos Cabal (* 15. August 1915 in Salvador da Bahia; † 2. April 2002 in Rio de Janeiro) war ein brasilianischer Wirtschaftswissenschaftler, Politiker und Diplomat.

## Leben
Hélio de Burgos Cabal besuchte das Colégio Ogambay in Juiz de Fora und das Colégio Santo Inácio in Rio de Janeiro und wurde 1937 Bachelor of Laws der Universidade Federal do Rio de Janeiro. Er studierte internationales Recht und Wirtschaft in Frankreich sowie an der Escola Superior de Guerra Philosophie und Sozialwirtschaft. Cabal absolvierte einen Aufbaustudiengang der Wirtschaftswissenschaft am Collège de France. 1997 belegte er noch einen Studiengang der zeitgenössischen Philosophie an der Pontifícia Universidade Católica do Rio de Janeiro.
1940 wurde Cabal in den auswärtigen Dienst als Konsul eingestellt. Von 1943 bis 1944 leitete er die wirtschaftliche Mobilmachung in Brasilien und wurde 1944 als Assessor bei der Bundesaufsicht über die Regierung des Bundesstaates Rio de Janeiro eingesetzt. Cabal wurde von 1945 bis 1946 als Konsul nach Philadelphia versetzt und war von 1946 bis 1951 als Wirtschaftsberater für Eurico Gaspar Dutra tätig. Zwischenzeitlich war er 1946 Mitglied einer Kommission für den Absatz von Eisen nach dem Zweiten Weltkrieg und ein Jahr später Mitglied einer Kommission zur Umstrukturierung des Staatsunternehmens Companhia Vale do Rio Doce, S. A., welches er 1949 auch leitete. In dieser Funktion verhandelte er mit den Benelux-Regierungen eine Senkung von Zöllen für die Montanindustrie aus. Darüber hinaus war Cabal Mitglied einer Kommission zur Umstrukturierung der Industrie im Vale do São Francisco und einer Kommission zur Umstrukturierung der Marineindustrie.
Von 1947 bis 1948 koordinierte er den Plan Salud, Alimentación, Transporte y Energía (SALTE) zur Einwanderungspolitik für verschleppte oder entwichene Niederländer, Deutsche, Tschechen und Polen. Von 11. März 1951 bis 1955 saß er für die Partido Social Democrático (1945–2003) in der Abgeordnetenkammer des Nationalkongresses in Brasilien und war dort von 1953 bis 1954 stellvertretender Vorsitzender des außenpolitischen Ausschusses sowie stellvertretender Vorsitzender der neunten Verhandlungsrunde des Allgemeinen Zoll- und Handelsabkommens GATT in London. 1954 kandidierte er erfolglos um einen Sitz im Senat, saß dann aber vom 3. Februar 1959 bis 1963 für seine Partei wieder in der Abgeordnetenkammer Brasiliens.
1961 leitete Cabal das Centro de Análise dos Problemas Brasileiros, das von der Fundação Getúlio Vargas getragen wurde. Von 1963 bis 1964 war er Vorsitzender der Banco Comercial do Estado da Guanabara. Schließlich wurde er mehrfach als Botschafter eingesetzt, zunächst von 1965 bis zum 3. September 1966 in Tunis, anschließend bis 4. Juni 1968 in Kairo, dann vom 7. März 1970 bis zum 21. Juni 1974 während der griechischen Militärdiktatur bei Georgios Papadopoulos in Athen und schließlich vom 21. Juni 1974 bis 1976 in Tokio.

## Veröffentlichungen
- Autolimitação da Soberania Nacional
- Históri a Econômica do Brasil: Síntese; Esquema de Economia Política, 1943
- O Problema do Abastecimento de Gêne ros Alimentícios (conferência e relatório)
- O Problema da Expansão da Economia Brasileira, 1944
- O Problema do Desenvolvimento da Economia Brasileira", 1944